# Колобок
Колобо́к — персонаж одноимённых восточнославянских народных сказок, изображаемый в виде пшеничного хлеба шарообразной формы и одновременно — головы, который сбежал от испёкших его бабушки и дедушки, от разных зверей (зайца, волка и медведя), но был съеден лисой.
На Западе распространена вариация этой сказки — «Пряничный человечек». Её сюжет практически тот же, но отличается внешний вид героя и состав его преследователей. В конце его, как и героя русской сказки, съедает лиса.

## Этимология слова
Колобок — уменьшительное от колоб — «скатанный ком, шар; небольшой, круглый хлебец, хлеб; клёцка из пресного теста». В тверских говорах есть слова колобу́ха «галушка, увалень», колоба́н «толстая лепёшка», околобе́ть «сжаться». Толстая, круглая лепёшка, изготавливаемая в виде хлебного кома, почти шара, или разбухающая до формы шара к концу выпечки.
Слово колоб образовано, вероятно, от корня др.-рус. коло «колесо» при помощи суффикса -б-.
В новгородской берестяной грамоте № 363 (конец XIV века), в рекомендации по испечению хлеба, встречается слово колобья. По мнению А. Б. Страхова, под этим термином понимаются отходы маслобойного производства (пахта, жмых), которые могли использоваться в хлебопечении; значение «хлебное изделие круглой формы» вторично по отношению к данному значению. Этимологически слово восходит к корням *kolo + *biti «сбивать масло».
Некоторые исследователи считают слово заимствованным, например из греч. κόλλαβος «пшеничный хлеб» или
из швед. klabb «чурка», норв. klabb «ком» или из др.-сканд. kolfr «брус, шест»,
однако такие сопоставления неубедительны с фонетической точки зрения. Иногда слово сравнивают с латыш. kalbaks «ломоть, краюха хлеба».

## Кулинарное изделие
В 1610—1613 годах в Москве создавались «Росписи царским кушаньям». «Росписи» содержали перечень блюд, подаваемых в различные дни к царскому столу. В перечне упоминается блюдо колоб, состоящее из 3 лопаток муки крупчатки, 25 яиц и 3 гривенок сала говяжьего. Лопатка — неизвестная ныне мера.
В книге Василия Лёвшина «Русская поварня» (1816) есть рецепт колобового пирога с луком и говядиной.

## Экранные воплощения
- «Колобок» — рисованный мультфильм, «Союздетмультфильм», 1936.
- «Колобок» — кукольный мультфильм, «Союзмультфильм», 1956.
- «Сказка про Колобок» — кукольный мультфильм по мотивам сказки, «Союзмультфильм», 1969.
- «Очень старая сказка» — кукольный мультфильм, «Киевнаучфильм», 1983.
- «Колобок, колобок!..» — рисованный мультфильм для взрослых, студия «Экран», 1988.
- «Колобок» — рисованный мультфильм Александра Бубнова, 1990.
- «Колобок» — рисованный мультфильм, студия «Классика», 2006.
- «Колобок. Однажды в Чернобыле» — авангардный мультфильм для взрослых, Анатолий Кочеваткин, 2008.
- «Современный колобок» — пародийный мультфильм для взрослых, KuTstupid, 2011.
- «Колобок» — мультипликационный фильм из цикла «Гора самоцветов», студия «Пилот», режиссёры Эдуард Назаров, Марина Карпова, 2013.
- «Последний богатырь: Корень зла» (2020) и «Последний богатырь: Посланник тьмы» (2021) — персонажа озвучивает Гарик Харламов.
- «Кощей. Похититель невест» — анимационный фильм, 2022.

## Использование образа
Сказка фигурирует в сборнике исследователя фольклора Александра Афанасьева, изданном в 1860-е годы.
С 1969 по 1992 годы в СССР выходил детский иллюстрированный звуковой журнал «Колобок», главный литературный герой которого рассказывает читателям и слушателям поучительные истории.
В 1980-х годах в одном из номеров «Весёлых картинок» была опубликована с оформлением в духе комикса современная сказка в детективном жанре с участием Колобка про ужасного волшебника Штосса и его «обезвреживание».
Заведующий НПДД (Неотложными пунктом добрых дел) Колобок — главный герой книги Эдуарда Успенского «Следствие ведут Колобки», где у него появляется напарник Булочкин. По этой книге было снято два мультфильма — в 1983 и 1986 годах. В последнем мультфильме вместо Колобка и Булочкина главными действующими лицами являются сыщики Шеф и Коллега.
В начале 2011 года желание называться «родиной Колобка» выразила Ульяновская область. Причиной послужило заявление местного краеведа, доцента УлГУ Сергея Петрова. По его словам, «колебяткой» в старину в Поволжье называли остатки теста.

Образ Колобка планируется использовать в целях развития туристической отрасли региона. Рассматриваются проекты по созданию интерактивного игрового тематического парка по мотивам русской народной сказки «Колобок», который будет включать в себя Усадьбу Колобка, Колобкодром, детскую площадку, производственную линию «Симбирские колобки» с изготовлением берлинеров в фирменной упаковке, при поддержке губернатора Ульяновской области Сергея Морозова.

В настоящее время в Ульяновской области изготавливаются сувениры в виде расписных колобков: «колебятка» — девочка и «колебятко» — мальчик.
Колобок стал талисманом чемпионата мира по хоккею с мячом 2016.
В 2018 году имя «Колобок» было дано кратеру на околоземном астероиде Рюгу, названия формам поверхности которого берутся из детских сказок.